# Rashard Lewis
Rashard Quovon Lewis (* 8. August 1979 in Pineville, Louisiana) ist ein ehemaliger US-amerikanischer Basketballspieler, der von 1999 bis 2014 in der NBA aktiv war. In seiner Zeit in der nordamerikanischen Profiliga wurde Lewis zweimal All-Star und konnte 2013 mit den Miami Heat die NBA-Meisterschaft gewinnen.

## Karriere
Lewis wurde zu seiner High-School-Zeit, an der Alief Elsik High School in Houston, Texas, als einer der besten Basketballer landesweit gefeiert und entschied sich dafür, nicht am College Basketball zu spielen, sondern sofort in die NBA zu wechseln.

### NBA
Obwohl er von vielen Experten als ein sicherer First-Round Draft-Pick galt, wurde ihm diese Ehre im NBA-Draft des Jahres 1998 nicht zu teil, da viele Mannschaften ihn einfach übergingen. Daher musste er sich bis Anfang der zweiten Runde gedulden, bevor er mit dem insgesamt dritten Pick in der zweiten Runde von den Seattle SuperSonics gewählt wurde. Seitdem ging er für das Franchise aus dem äußersten Nordwesten der Vereinigten Staaten auf Korbjagd.
Mitte der 2000er gehörte er zu den besten Spielern auf seiner Position und erzielte regelmäßig 20 Punkte im Schnitt. 2005 erhielt er seine erste Berufung zum NBA All-Star Game. Im Sommer 2007 wurde er dann, nachdem Ray Allen bereits nach Boston getradet wurde, zu den Orlando Magic transferiert, um so für Kevin Durant genug Platz in der Offense der Sonics zu schaffen. Bei den Orlando Magic sollte Lewis zusammen mit Dwight Howard ein neues starkes Duo bilden und die Magic zu einem der stärksten Teams im Osten machen.
Seinen ersten Karrierehöhepunkt erlebte er in der Saison 2004/05, als er die Seattle SuperSonics gemeinsam mit Ray Allen zum Gewinn der Northwest Division führte, indem sie 52 Spiele gewannen. Im Jahr 2009 erreichte er darüber hinaus die Finals der Playoffs, in denen er mit seinen Orlando Magic gegen die Los Angeles Lakers antrat, sich jedoch geschlagen geben musste. Er wurde zudem im gleichen Jahr zum zweiten Mal in das All-Star-Game eingeladen.
Zu Beginn der nächsten Saison wurde er aufgrund eines überhöhten Testosteron-Wertes, der auf Steroide zurückzuführen ist, für zehn Spiele gesperrt.
Im Dezember 2010 wurde Rashard Lewis zu den Washington Wizards getradet. Im Gegenzug erhielten die Magic Point Guard Gilbert Arenas.
Nach einer schwachen Saison 2011/12 mit nur 7,8 Punkten und 3,9 Rebounds pro Spiel tradeten die Washington Wizards Lewis zu den New Orleans Hornets, im Austausch für Center Emeka Okafor und Forward Trevor Ariza. Am 2. Juli 2012 wurde er dann von den Hornets entlassen und erhielt 13,7 Millionen Dollar.
Am 11. Juli unterschrieb er einen Zweijahresvertrag bei den Miami Heat. Mit diesen gewann er 2013, als Ergänzungsspieler, die NBA-Meisterschaft. 2014 erreichte er zum dritten Mal in seiner Karriere das NBA-Finale, unterlag jedoch mit den Heat den San Antonio Spurs.
Zur Saison 2014/15 schloss sich Lewis den Dallas Mavericks an. Nachdem bekannt wurde, dass Lewis sich einer Knieoperation unterziehen muss, wurde sein Vertrag jedoch annulliert.

## Erfolge und Auszeichnungen
- NBA-Champion (2013)
- 2× NBA All-Star (2005, 2009)